# Eußenheim
Eußenheim es un municipio situado en el distrito de Meno-Spessart, en el estado federado de Baviera (Alemania). Tiene una población estimada, a inicios de abril de 2024, de 3114 habitantes.
Está ubicado al noroeste del estado, en la región de Baja Franconia, cerca de la orilla del río Meno —un afluente derecho del Rin— y de la frontera con el estado de Hesse.